# Xiangshan (Hsinchu)
Xiangshan (chinesisch 香山區, Pinyin Xiāngshān qū, taiwanisch: Hiong-san-khu) ist ein Bezirk der Stadt Hsinchu in der Republik China (Taiwan).

## Lage und Beschreibung

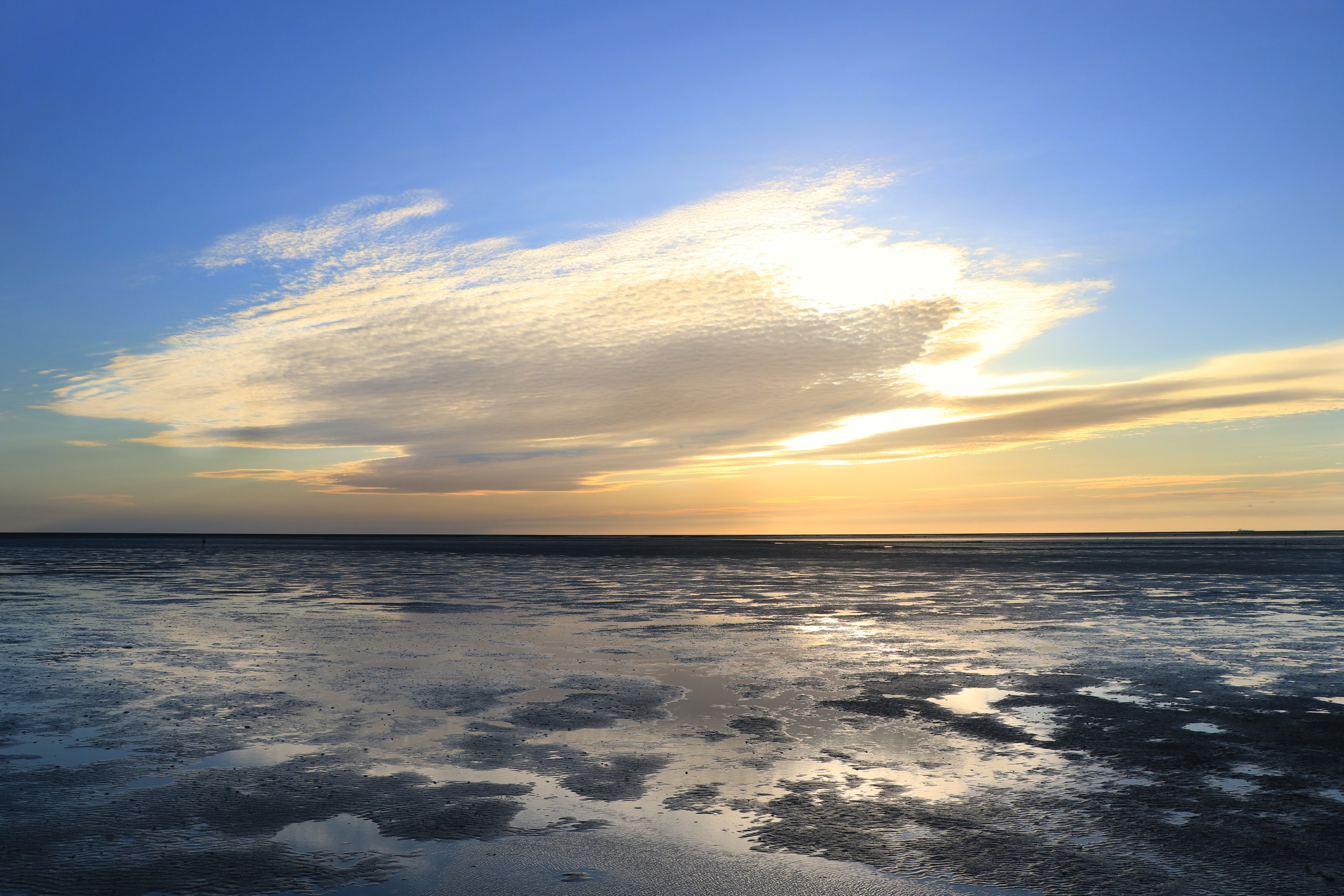
Das Xiangshan-Feuchtgebiet (Wattenmeer)

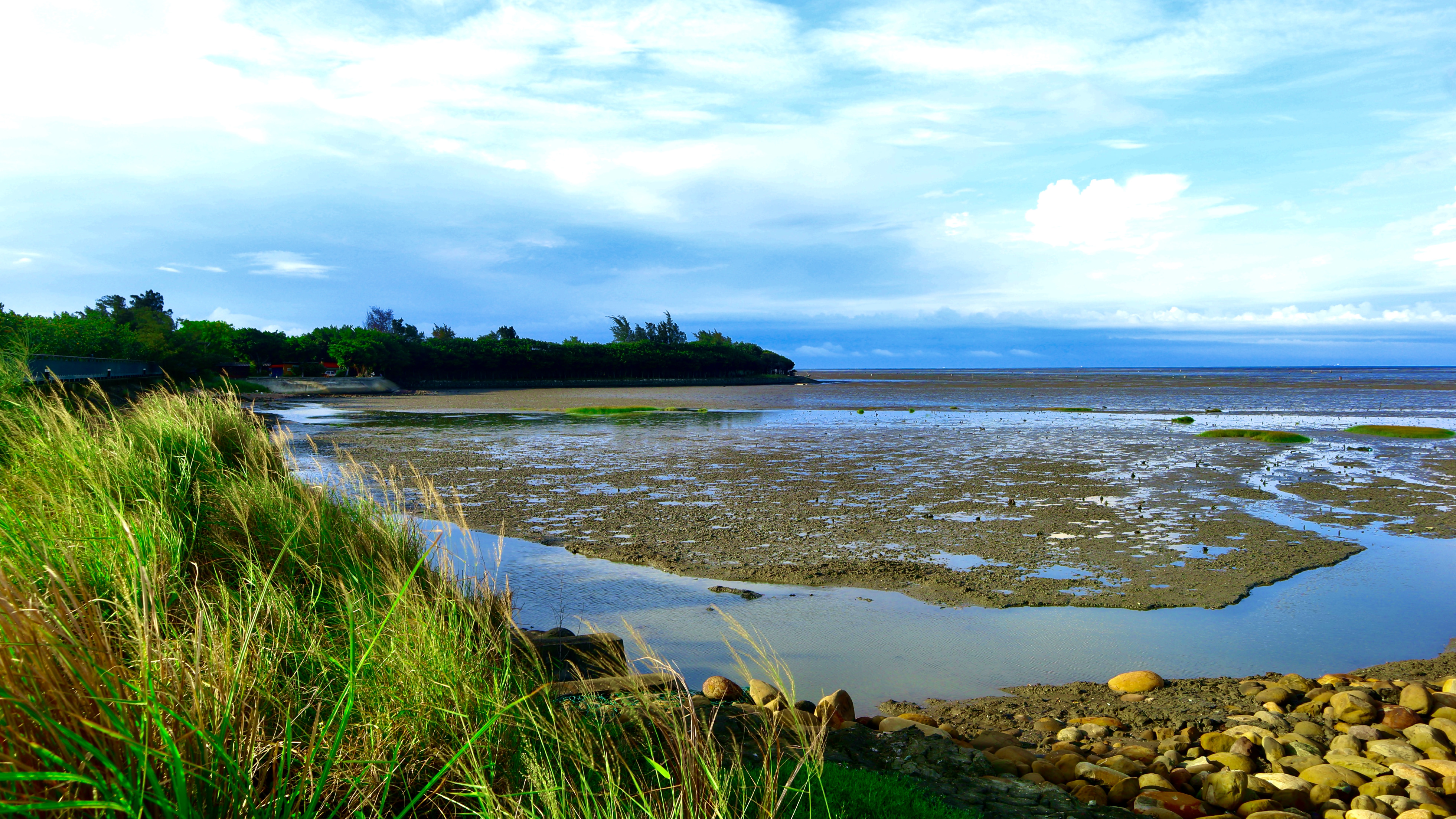
Das Feuchtgebiet im Morgenlicht

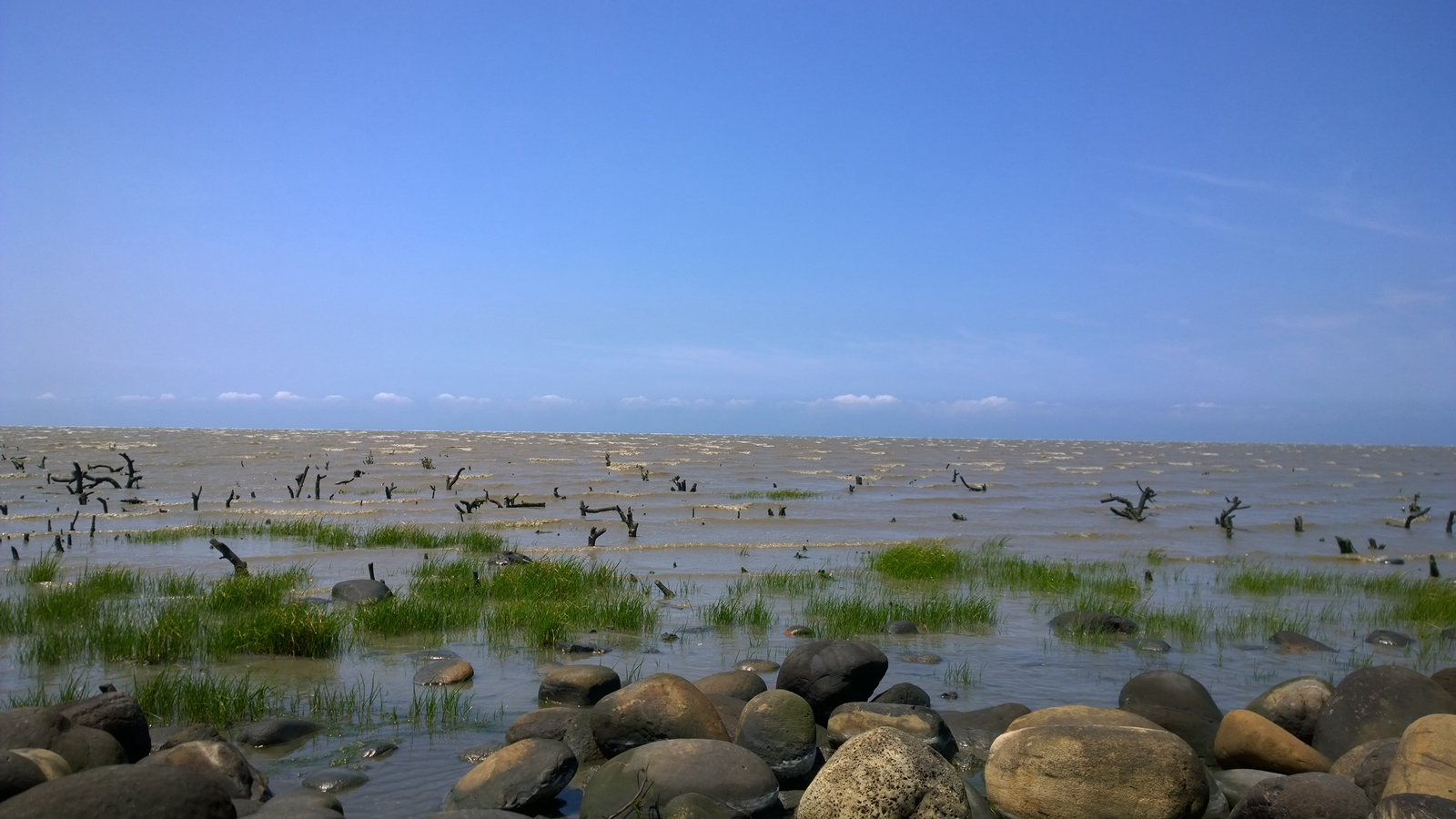
Blick auf die Taiwanstraße

Xiangshan liegt an der Küste der Taiwanstraße. Im Norden und Osten grenzt es an seine Nachbarbezirke Hsinchu-Nord und Hsinchu-Ost, mit denen es die Stadt Hsinchu bildet. Im Südosten von Xiangshan liegt das zum Landkreis Hsinchu gehörende Baoshan, im Süden schließen sich die Orte Toufen und Zhunan des Landkreises Miaoli an.
Zwischen den Mündungen der den Bezirk von Ost nach West durchlaufenden Flüssen Keya (客雅溪) und Yan’gang (鹽港溪) erstreckt sich ein dreizehn Kilometer langes und zwei Kilometer breites Wattenmeer, das Xiangshan-Feuchtgebiet (香山濕地 „Xiangshan Shidi“), das Lebensraum für eine Vielzahl von Wasservögeln und anderen Tieren bietet. Hier gibt es eine große Zahl von Soldatenkrabben wie die Mictyris brevidactylus oder Winkerkrabben wie die auf Taiwan endemische Uca formosensis. In diesem Gebiet überwintern auch Zugvögel aus Nordostasien und Japan. Das Wattenmeer steht zu einem großen Teil unter Naturschutz.
Xiangshan ist im Vergleich zu seinen beiden Nachbarbezirken dünn besiedelt, doch nahm seine Bevölkerung zwischen 1991 (ca. 51.000 Einwohner) und 2021 (über 78.000) kontinuierlich zu.

## Geschichte
Funde aus dem Jahr 1963 zeigten, dass das Gebiet von Xiangshan bereits zur Eisenzeit bewohnt war. Der heutige Name des Orts bedeutet wörtlich „Duftender Berg“. Einer Auffassung zufolge sollen chinesische Siedler Anfang des 18. Jahrhunderts das Gebiet wegen seiner mit duftenden Pflanzen bewachsenen Hügel so genannt haben. Eine andere Erklärung besagt, dass die Siedler den Ort in Anlehnung an die ursprünglich hier lebenden Ureinwohner vom Stamm der Taokas Fanshan (番山, „Fremdvölker-“ bzw. „Ureinwohnerberg“) nannten, woraus später nach Austausch des ersten Schriftzeichens der heutige Name entstanden sei.
Zwischen dem 17. und 18. Jahrhundert kam es zu bewaffneten Konflikten zwischen Siedlern und Taokas, bis letztere nach und nach verdrängt oder sinisiert wurden. Xiangshans Hafen war im 18. Jahrhundert eine Zeitlang von Bedeutung für den Handel mit dem chinesischen Festland, bis er infolge von Versandung nur noch für die Fischerei nutzbar wurde.
Zur Zeit der japanischen Herrschaft über Taiwan erhielt Xiangshan im Jahr 1902 einen Bahnhof. Nach dem Zweiten Weltkrieg gehörte Xiangshan zunächst als Landgemeinde zum neu gegründeten Landkreis Hsinchu, bevor es am 1. Juli 1982 in die Stadt Hsinchu eingemeindet wurde. Seit 1990 hat es den Status eines Stadtbezirks.

## Verkehr und Wirtschaft

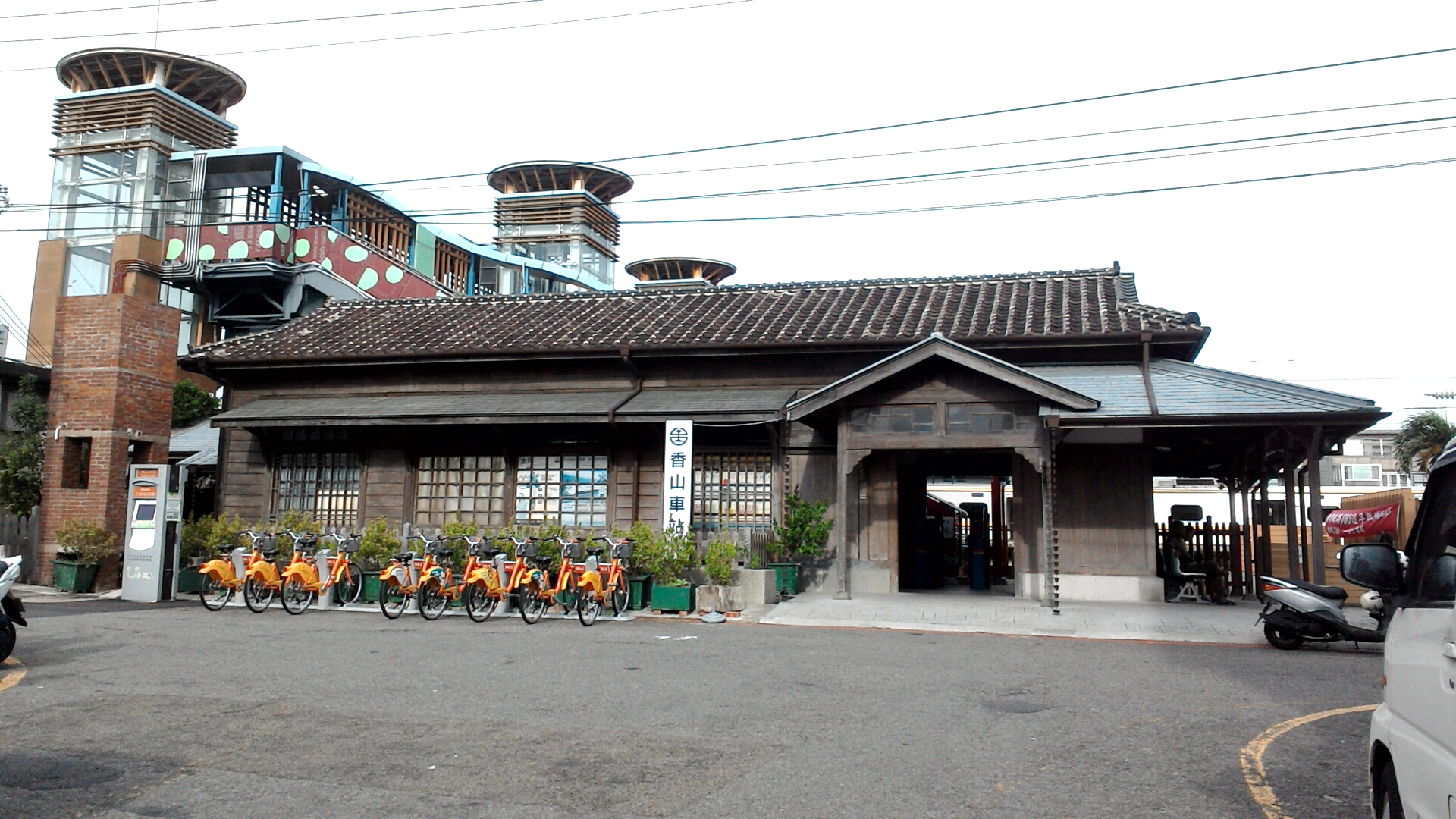
Der Bahnhof von Xiangshan

Xiangshan verfügt über einen Bahnhof der Taiwanischen Eisenbahn (TRA), an deren Westliche Hauptlinie der Bezirk angebunden ist. Darüber hinaus verkehren einige Buslinien.
Der Bezirk wird im Südosten von der Autobahn Nationalstraße 3 durchquert. Außerdem verlaufen hier die Provinzstraße 1 und die Provinz-Schnellstraße 61.
Die traditionelle Küstenfischerei, die mit kleinen Fahrzeugen vom Haishan-Fischerhafen (海山漁港) aus betrieben wird, sowie die Austernzucht sind ein wichtiger Erwerbszweig Xiangshans. Daneben wird im hügeligeren Gelände abseits der Küste Milchviehhaltung betrieben. Seit dem 21. Jahrhundert ist auch der Tourismus zunehmend zu einem wirtschaftlichen Faktor geworden.

## Bildung
Xiangshan beherbergt drei Hochschulen: die Chung-Hua-Universität (中華大學) und die Yuanpei-Universität (元培醫事科技大學, Yuanpei University of Medical Technology), beide privat, sowie die buddhistische Hsuan-Chuang-Universität (玄奘大學).

## Kultur und Sehenswürdigkeiten

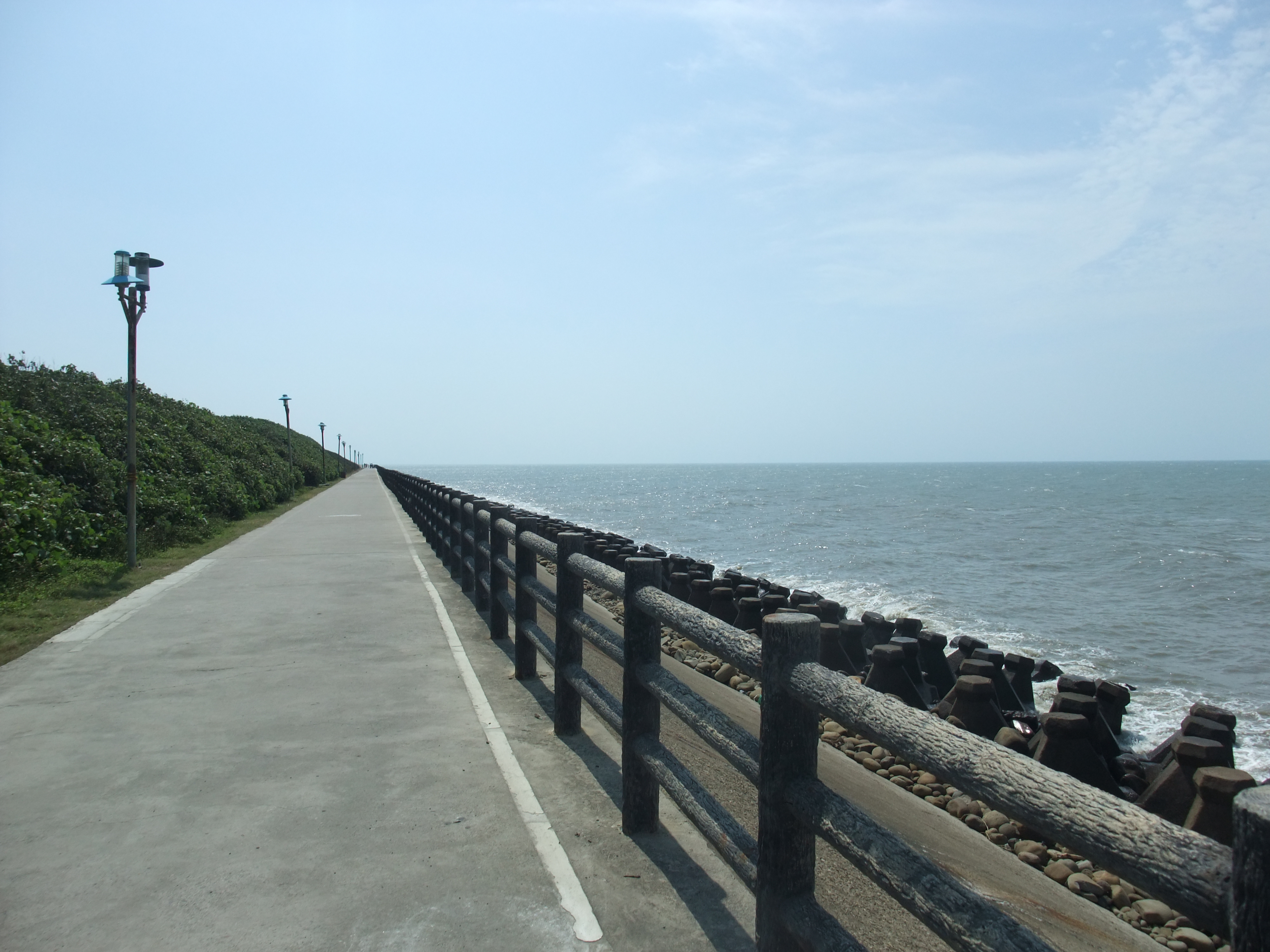
Der Küstenradweg

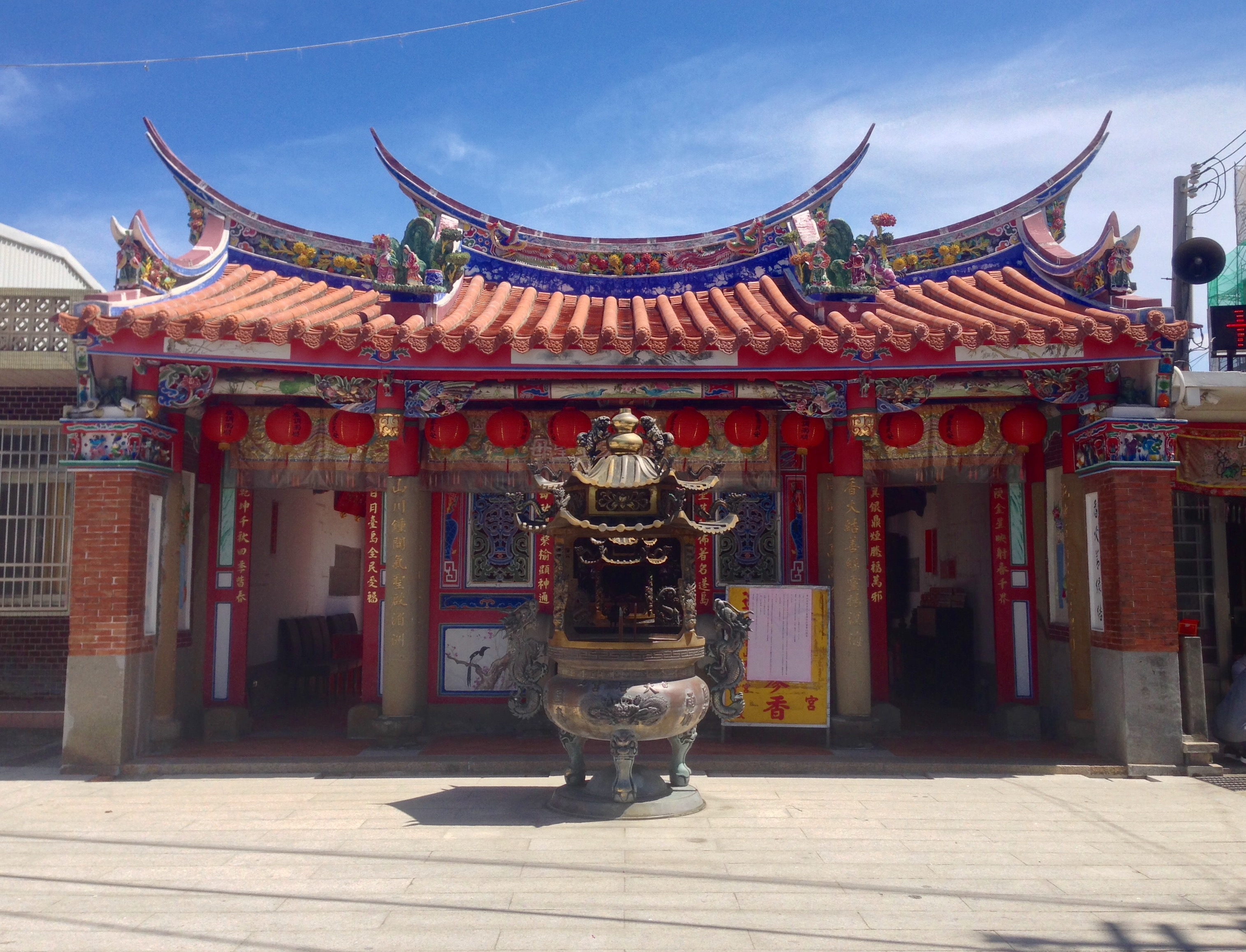
Der Tianhou Gong

Über die Provinz-Schnellstraße 61, die parallel zur Küste verläuft, kann man mancherorts das Xiangshan-Feuchtgebiet besuchen, wo auch Touren angeboten werden. Eine sportliche Attraktion ist der 17-Kilometer-Küstenradweg (17公里海岸線自行車道) am Meer entlang.
Xiangshans religiöses Zentrum ist der daoistische Tempel Tianhou Gong (天后宮) mit seiner Hauptgöttin Mazu. Das Heiligtum wurde im Jahr 1770 gegründet, mehrfach umgebaut und erhielt sein heutiges Aussehen zwischen 1922 und 1924.
Ein weiteres Zeugnis der Vergangenheit Xiangshans ist das Bahnhofsgebäude aus der japanischen Kolonialzeit. Der Bahnhof wurde 1902 in Betrieb genommen, sein heutiges Äußeres erhielt er im Jahr 1928.
Etwas nördlich vom Keya-Fluss liegt der Jincheng-See (金城湖), ein Ausflugsziel, an dem man Vögel beobachten kann.